# Sály
Sály là một thị trấn thuộc hạt Borsod-Abaúj-Zemplén, Hungary. Thị trấn này có diện tích 25,58 km², dân số năm 2010 là 2200 người, mật độ 86 người/km².